# Клюни (коммуна)
Клюни (фр. Cluny) — французский город, расположенный в департаменте Сона и Луара в Бургундии, в 20 километрах на северо-запад от Макона. В городе проживают около 4,5 тысяч человек. В восточной части города протекает река Грон.

## История
Город Клюни возник вокруг бенедиктинского аббатства Клюни, основанного Гильомом I Аквитанским в 910 году. В 1562 году аббатство было разграблено гугенотами.
В 1888 году в Клюни состоялся первый во Франции муниципальный референдум. Городские власти хотели разместить здесь пехотный батальон, однако строительство казарм требовало финансовых заимствований, что противоречило предвыборному обязательству муниципального совета — тогда сделать выбор было предложено самим жителям. Примеру Клюни в решении местных вопросов стали следовать и другие муниципалитеты.